# Cittadella
Cittadella là một thành phố cổ thành lập vào thế kỷ 13, có tường thành bao quanh. Thành được phục hồi một đọan dài 1461 m và có 4 cửa theo 4 hướng đông tây nam bắc. Thành phố Cittadella thuộc tỉnh Padova, Veneto, Italia.
Câu lại bộ bóng đá địa phương là A.S. Cittadella.